# Alpes Orientais Centrais
Os Alpes Orientais-Centro  -  Alpes Orientais Centrais ou Alpes Centrais Orientais -  que com os Alpes Orientais-Norte e Alpes Orientais-Sul formam o grupo dos Alpes Orientais, sendo  a classificação # SOIUSA.
Esta subcordilheira dos Alpes  estende-se do norte da Itália (Lombardia) e leste da Suíça (Cantão dos Grisões) ao longo da Áustria (até à Estíria) passando pelo Liechtenstein. Encontram-se no prolongamento dos mais altos cumes dos Alpes Glaroneses e Alpes Lepontinos.

## Divisão tradicional
Diferem dos Pré-Alpes Orientais Setentrionais e Pré-Alpes Orientais Meridionais pela natureza geológica, pois são compostos por rochas cristalinas (gnaisse, ardósia, localmente granito) e não por rochas sedimentares. Os seus cumes são também de maior altitude.

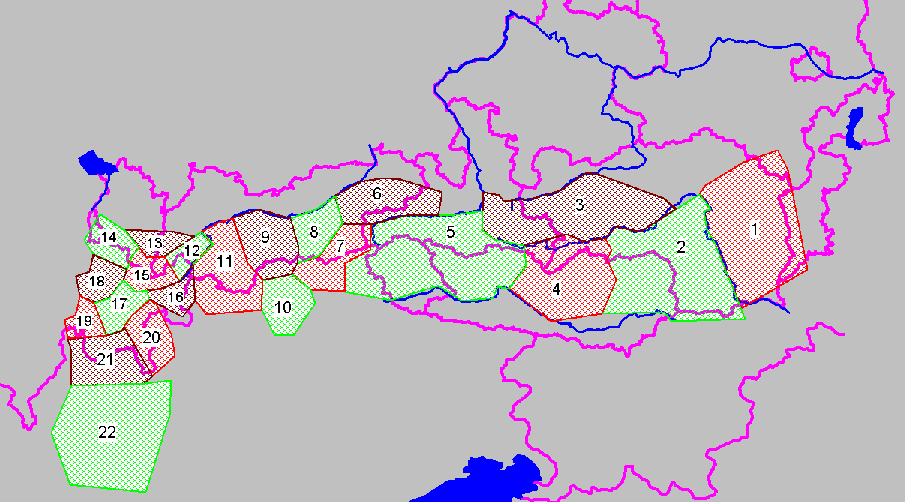
Divisão tradicional dos Alpes Orientais Centrais (as linhas a roxo são as fronteiras internacionais e as dos estados da Áustria)

Os maciços (de leste para oeste) que constituem os Alpes Orientais Centrais são:
- Montanhas a leste do rio Mur (incluindo Hochwechsel, Alpes de Fischbach, Grazer Bergland) (1)
- Alpes de Lavanttal (2)
- Niedere Tauern (3)
- Alpes de Gurktal (4)
- Hohe Tauern (5)
- Alpes de Kitzbühel (6)
- Alpes de Zillertal (7)
- Alpes de Tux (8)
- Alpes de Stubai (9)
- Alpes de Sarntal (10)
- Alpes de Ötztal (11)
- Maciço de Samnaun (12)
- Maciço de Verwall (13)
- Rätikon (14)
- Silvretta (15)
- Cordilheira de Sesvenna (16)
- Cordilheira de Albula (17)
- Cordilheira de Plessur (18)
- Cordilheira de Oberhalbstein (19)
- Cordilheira de Livigno (20)
- Maciço de Bernina (21)
- Alpes Bergamascos (22)

## SOIUSA
A Subdivisão Orográfica Internacional Unificada do Sistema Alpino (SOIUSA), apresentou em 2005 uma nova divisão dos Alpes que datava de 1926.

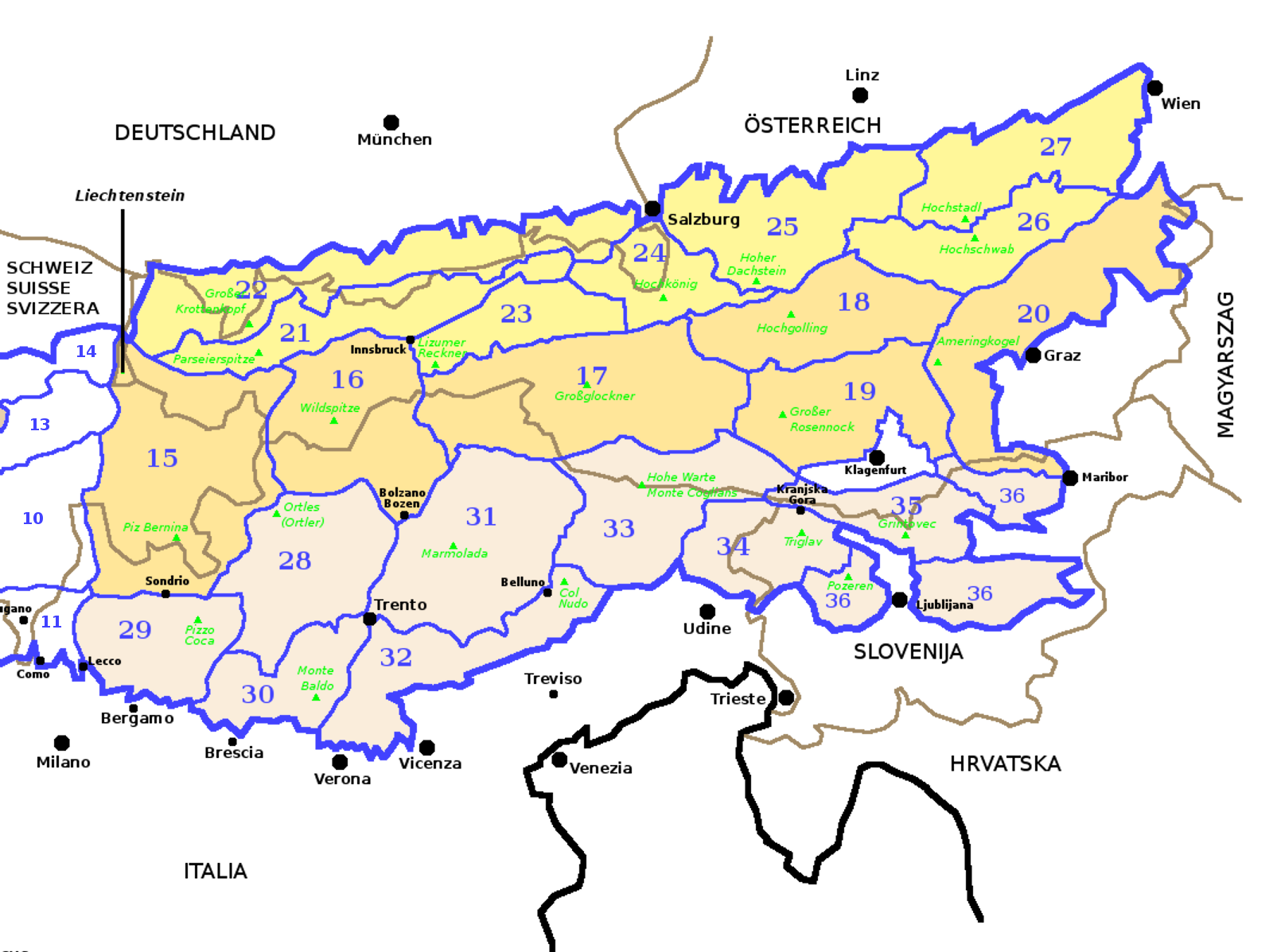
Alpes Orientais SOIUSA; Norte (21-27), Centro (15-20) e Sul (28-36)

Esta nova classificação,  divide os Alpes em duas grandes partes: Alpes Ocidentais e Alpes Orientais, separados pela linha rio Reno - Passo de Spluga - Lago de Como - Lago de Lecco.

### Alpes Orientais
Os Alpes Orientais, que têm 22 secções, estão subdivididos em Alpes Orientais-Norte, Alpes Orientais-Centro, e Alpes Orientais-Sul.

### Alpes Orientais-Centro
Os Alpes Orientais-Centro são formados por 6 secções
- (15) Alpes Réticos ocidentais
  - Alpes de Platta
  - Alpes de Albula
  - Alpes de Bernina
  - Alpes de Livigno
  - Alpes de Val Mustair
  - Alpes de Silvretta, de Samnau e de Verwal
  - Alpes de Plessur
  - Cordilheira de Ratikon
- (16) Alpes Réticos orientais
  - Alpes de Venoste
  - Alpes de Stubai
  - Alpes de Sarentino
- (17) Alpes do Tauern ocidentais
  - Alpes de Zillertal
  - Alpes Tauern
  - Alpes de Pusteria
  - Grupo de Kreuzeck
- (18) Alpes do Tauern orientais
  - Tauern de Radstadt
  - Tauern de Schladming e de Murau
  - Tauern de Rottenmann e de Wolz
  - Tauern de Seckau
- (19) Alpes da Estíria e da Caríntia
  - Alpes de Gurktal
  - Alpes de Lavanttal
- (20) Pré-Alpes da Estíria
  - Pré-Alpes norte-ocidentais da Estíria
  - Pré-Alpes sul-ocidentais da Estíria
  - Pré-Alpes centrais da Estíria
  - Pré-Alpes orientais da Estíria